# Euploea hesiodus
Euploea hesiodus är en fjärilsart som beskrevs av Hans Fruhstorfer 1910. Euploea hesiodus ingår i släktet Euploea och familjen praktfjärilar. Inga underarter finns listade i Catalogue of Life.